# Poziom 600
Poziom 600 – polski zespół rockowy założony w 1980 roku w Wodzisławiu Śląskim, w ówczesnej dzielnicy Radlin, w tamtejszym Zakładowym Domu Kultury KWK Marcel, początkowo pod nazwą "Hej" w składzie Piotr Cybułka, Krzysztof Stencel, Mirosław Kubica, Andrzej Gawliczek i Aleksander Tichonow. Zespół wystąpił na I Przeglądzie Śląskich Zespołów Rockowych „Silesian Rock” w Bytomiu w 1981 roku oraz był laureatem XX Krajowego Festiwalu Piosenki Polskiej w Opolu (1983) (trzecie miejsce w konkursie "Promocje"). Trzykrotnie brał udział również w Festiwalu Muzyków Rockowych w Jarocinie. Grupa koncertowała m.in. we Francji i Niemczech.

## Skład zespołu
Przez lata funkcjonowania zespołu przez jego skład przewinęło się wielu muzyków. Filarem jednak pozostaje duet: wokalista i basista Piotr Cybułka, oraz gitarzysta Piotr Rut.

### Obecny skład zespołu
- Daniel Cybułka – saksofon, gitary, śpiew
- Piotr Cybułka – śpiew, gitara basowa
- Piotr Rut – gitara
- Robert Szuter – perkusja[6]

### W zespole w przeszłości występowali również
- Andrzej Gawliczek – śpiew
- Janusz Adamczyk – śpiew
- Jacek Wocka – śpiew
- Paweł Chrząszcz - śpiew
- Agata Cybułka – śpiew, flet
- Maria Cybułka – śpiew
- Krzysztof Stencel – gitara
- Mirosław Kubica – gitara
- Sławomir Tatera – gitara
- Łukasz Bizoń – gitara
- Piotr Czulak – gitara
- Piotr Fojcik – gitara basowa
- Aleksander Tichonow – perkusja
- Ryszard Szynol – perkusja
- Tadeusz Grzywaczewski – perkusja
- Wojciech Włodarczyk – perkusja
- Janusz Rzepecki – perkusja
- Jerzy Głód – perkusja
- Ireneusz Głyg – perkusja
- Randolph Jackson – perkusja
- Jerzy Węglarzy – perkusja
- Dawid Klimuszko Pierr – perkusja
- Przemysław Sokół – perkusja
- Jacek Michura – perkusja
- Adam Ziemianek – perkusja
- Robert Czech – instrumenty klawiszowe
- Bohdan Palowski – instrumenty klawiszowe[6]

## Dyskografia
- 1991: Światła Aut[7][8]
- 1998: Czarny Rynek[9]